# Francisco Bru
Pour les articles homonymes, voir Bru.
Francisco Bru Sanz, dit Francesc Bru ou encore Paco Bru, né le 12 avril 1885 et mort le 10 juin 1962, est un footballeur international espagnol. Il est le premier sélectionneur de l'équipe d'Espagne de football.

## Biographie
Francesc Bru joue en équipe de Catalogne entre 1904 et 1915.
Il est le sélectionneur de l'équipe du Pérou lors de la Coupe du monde de 1930.
Il entraîne le Real Madrid de 1934 à 1936, puis à nouveau de 1939 à 1941.